# Långasjögyl
Långasjögyl är en sjö i Karlshamns kommun i Blekinge och ingår i Mörrumsåns huvudavrinningsområde.